# 세풍 사건
세풍 사건(稅風 事件)은 1997년 이회창 대통령 후보의 관련자가 저지른 비리 사건이다. 총 규모는 166억 7천만원에 달하였다.

## 개요
이회창의 친동생 이회성과 이후보의 최측근 서정우 변호사, 서상목의원등은 병역문제로 대선자금이 잘 걷히지를 않자 국세청을 동원한 대선자금 모집을 이회창 후보에게 보고한후 국세청 차장 이석희와 선거 자금을 불법으로 모았다. 국세청 직원은 한나라당과 대선자금 모금을 위해 공모하여 세무조사의 편의를 미끼로 대선 자금을 모금했다. 또한 이 자금을 이석희 전 국세청 차장이 관리하던 차명계좌에서 사적으로 전용한 사실이 드러났다. 2003년 4월 8일 검찰은 23개기업으로부터 166억여원을 모금한 혐의로 이석희를 기소하였다. 이때 검찰은 이회창 당시 한나라당 총재가 모금하던 임채주 당시 국세청장에게 전화를 하여 격려한 사실을 확인하였고 법원에서 확인됐다. 이석희 전 국세청 차장은 미국 도피중 2002년 2월 16일 미국 FBI에 체포되어 2003년 3월 한국으로 송환되었다. 이회성은 1998년 구속되었다.

## 같이 보기
- 수지김 사건
- 안풍 사건
- 총풍 사건